# Афонсу Патран
Афо́нсу да Круш Патра́н (порт. Afonso da Cruz Patrão; нар. 3 лютого 2007, Ешпозенде) — португальський футболіст, нападник клубу «Брага».

## Клубна кар'єра
Виступав за юнацькі команди «Маріньяш» і «Каза Бенфіка», а 2019 року приєднався до академії «Браги». 20 червня 2023 року підписав з клубом свій перший професіональний контракт, що розрахований до літа 2026 року.
22 лютого 2025 року дебютував за резервну команду клубу в матчі Терсейра-ліги проти «Вілаверденсе», відзначившись гольовою передачею.
8 березня 2025 року дебютував в основному складі «Браги» в матчі Прімейра-ліги проти «Порту», вийшовши на заміну Аміну Ель Уаззані. 7 квітня 2025 року в поєдинку Прімейра-ліги проти «Спортінга» забив свій перший гол у професіональній кар'єрі. 

## Кар'єра в збірній
Виступав за збірні Португалії до 15, до 16, до 17 і до 18 років. У травні 2024 року в складі збірної до 17 років виступав на юнацькому чемпіонаті Європи, що проходив на Кіпрі. На турнірі провів усі 6 матчів, відзначившись по голу в матчах групового етапу проти збірних Англії та Франції, а його команда дійшла до фіналу, де поступилась італійцям (0-3).

## Статистика виступів
Станом на 17 травня 2025
| Клуб              | Сезон             | Чемпіонат         | Чемпіонат | Чемпіонат | Кубок | Кубок | Кубок ліги | Кубок ліги | Єврокубки | Єврокубки | Інші  | Інші | Всього | Всього |
| Клуб              | Сезон             | Дивізіон          | Матчі     | Голи      | Матчі | Голи  | Матчі      | Голи       | Матчі     | Голи      | Матчі | Голи | Матчі  | Голи   |
| ----------------- | ----------------- | ----------------- | --------- | --------- | ----- | ----- | ---------- | ---------- | --------- | --------- | ----- | ---- | ------ | ------ |
| Брага Б           | 2024–25           | Терсейра-ліга     | 4         | 0         | —     | —     | —          | —          | —         | —         | —     | —    | 4      | 0      |
| Брага             | 2024–25           | Прімейра-ліга     | 7         | 1         | 0     | 0     | 0          | 0          | 0         | 0         | 0     | 0    | 7      | 1      |
| Брага             | 2025–26           | Прімейра-ліга     | 0         | 0         | 0     | 0     | 0          | 0          | 0         | 0         | 0     | 0    | 0      | 0      |
| Брага             | Всього            | Всього            | 7         | 1         | 0     | 0     | 0          | 0          | 0         | 0         | 0     | 0    | 7      | 1      |
| Всього за кар'єру | Всього за кар'єру | Всього за кар'єру | 11        | 1         | 0     | 0     | 0          | 0          | 0         | 0         | 0     | 0    | 11     | 1      |